# Lucy Doraine

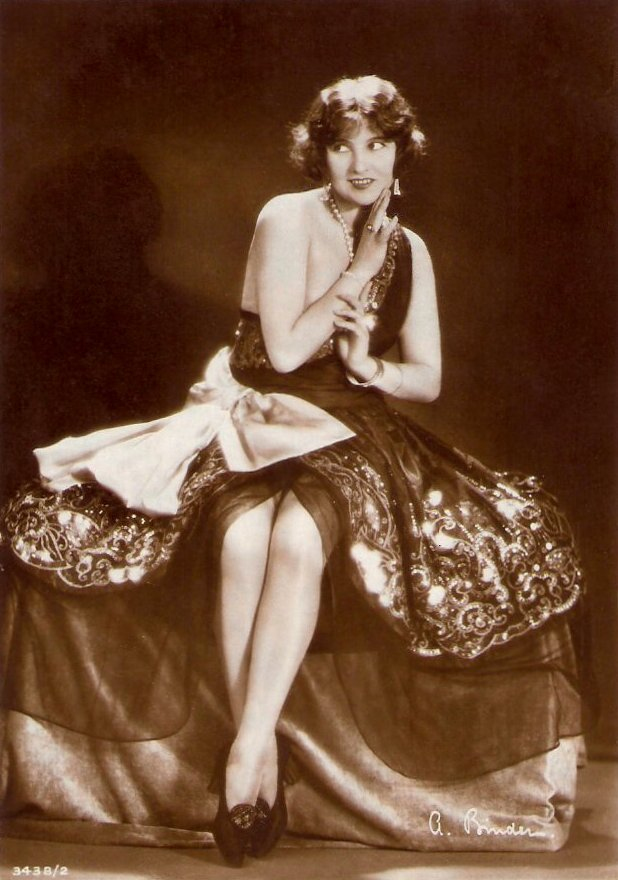
Lucy Doraine, Fotografie (um 1928) von Alexander Binder

Lucy Doraine (* 22. Mai 1898 in Budapest als Ilona Kovács; † 14. Oktober 1989 in Los Angeles, Kalifornien) war ein ungarischer Stummfilmstar.

## Leben und Wirken
Nach einer Ballettausbildung in ihrer Kindheit wechselte sie in der Frühphase des Ersten Weltkriegs in die Budapester Theaterschule von László Beöthy. Es folgten erste Engagements am Theater und wenig später ein Angebot als Filmschauspielerin. In den politischen Wirren der ungarischen Räterepublik flüchtete sie 1919 gemeinsam mit ihrem Mann, dem Regisseur Michael Curtiz, nach Wien, wie es auch viele andere ungarische Filmschaffende ebenso taten. Ihm zuliebe hatte sie nach deren Hochzeit auch die Schauspielerei aufgegeben. Nach drei Jahren konnte sie jedoch wieder ins Filmgeschäft einsteigen und wurde fortan von ihrem Mann und dessen Arbeitgeber, der Sascha-Film, zum Filmstar aufgebaut. Bis zur Scheidung von ihrem Mann im Jahr 1923 wurde Lucy Doraine in den meisten Filmen ihres Mannes als Hauptdarstellerin eingesetzt. Im aufwändigen, von 1920 bis 1922 produzierten Monumentalfilm „Sodom und Gomorrha“ spielte sie die Hauptrolle.
Mit großem Augenaufschlag und ausladenden Gesten galt sie als Musterbeispiel einer Leinwand-Tragödin in herzergreifenden Dramen und Melodramen. Diese Eigenschaften brachte sie auch in München hervor, wohin sie 1922 übersiedelte. 1923 gründete sie die Lucy-Doraine-Film und spielte in einigen Eigenproduktionen. Die G. Zuban Tabak & Cigarettenfabrik in München brachte 1926 eine Zigarettenmarke mit ihrem Namen heraus.
1928 erhielt sie ein Angebot aus Hollywood, wo sie jedoch das Schicksal vieler Stummfilmstars, vor allem nicht englischer Muttersprache, ereilte: Nach einigen kaum erfolgreichen Rollen kam sie aus dem Geschäft und geriet rasch in Vergessenheit.
Lucy Doraine hatte ihre Filmkostüme aufbewahrt. Ihre Tochter Kitty Curtiz-Eberson (* 25. November 1915; † 31. Dezember 2006) übereignete die Sammlung dem Filmarchiv Austria.

## Filmografie (Auswahl)

### Stummfilme
- 1916: A Farkas
- 1918: A Napraforgós hölgy
- 1919: Jön az öcsém
- 1919: Die Dame mit dem schwarzen Handschuh
- 1920: Die Dame mit den Sonnenblumen
- 1920: Die Sterne von Damaskus
- 1920: Die Gottesgeißel
- 1920: Mrs. Tutti Frutti
- 1921: Cherchez la femme
- 1921: Frau Dorothys Bekenntnis
- 1921: Wege des Schreckens
- 1922: Sodom und Gomorrha
- 1922: Opfer der Liebe
- 1923: Die fünfte Straße
- 1923: Um eines Weibes Ehre
- 1923: Die suchende Seele
- 1924: Gehetzte Menschen
- 1925: Schicksal
- 1925: Finale der Liebe
- 1925: Der Mann seine Frau
- 1926: Der Prinz und die Tänzerin
- 1927: Alpentragödie
- 1927: Eheskandal im Hause Fromont jr. und Risler sen.
- 1928: Fürstin Orloff (Adoration)

### Tonfilme
- 1929: Christina
- 1929: Mordprozeß Mary Dugan (The Trial of Mary Dugan)
- 1930: Höllenflieger (Hell's Angels)